# Yeshe Chöpel
Yeshe Chöpel was een 19e-eeuws Tibetaans geestelijke.
Hij was de tweeëntachtigste Ganden tripa van ca. 1884 tot ca. 1889 en daarmee de hoofdabt van het klooster Ganden en hoogste geestelijke van de gelugtraditie in het Tibetaans boeddhisme.
Yeshe Chöpel werd geboren in Dartsedo, het huidige Kangding, in Kham. In zijn jeugd trok hij naar Lhasa waar hij zich inschreef bij het Loseling college van het Drepungklooster. Daar volgde hij het geshe-curriculum van de gelug-traditie. Daarna ging hij naar het Gyume-college om tantra te studeren. Vervolgens bekleedde hij verschillende posities, met name abt van het Gyume-college en van het Jangtse-college, wat ook voor veel anderen de gebruikelijke voorbereiding was om Ganden tripa te kunnen worden.
In 1880 werd Yeshe Chöpel gekozen tot 82e Ganden tripa. Hij diende de gebruikelijke termijn van 7 jaar, tot 1886. Het jaar van zijn overlijden is niet bekend.